# Il flauto di vertebre
Il flauto di vertebre (in russo Флейта-позвоночник?, Fleita-pozvonochnik) è un poema scritto da Vladimir Majakovskij nel tardo 1915 che tratta i temi dell'amore appassionato nei confronti di una donna, Lilja, la crudeltà vendicativa di Dio, la morte e il suicidio.

## La stesura
Majakovskij iniziò a comporre questo poema nell'autunno del 1915 e ne completò la stesura nel mese di novembre col titolo originale Versi a lei (in russo Стихи ей?, Stikhi ei).
Il poema apparve per la prima volta sull'almanacco dei futuristi Ha preso (Взял), edizioni Vzjal di Pietrogrado: questa versione presentava numerosi tagli, per via della censura, e conteneva la dedica a Lilja Brik.
Nel febbraio dell'anno successivo, il poema venne pubblicato in edizione separata, ma i tagli della prima versione rimasero.
I versi rimossi dalla censura vennero reintrodotti soltanto in un'edizione successiva: in questa versione integrale compare per la prima volta il titolo Il flauto di vertebre.

## Critica
Come La nuvola in calzoni, scritta qualche mese prima, anche Il flauto di vertebre fece indignare la maggior parte dei critici russi contemporanei, alcuni dei quali si riferivano all'autore come un ciarlatano senza talento, capace di sputare "parole vuote di un malato di malaria", altri come un uomo psicologicamente instabile "da ricoverare immediatamente".
L'unico grande autore russo coevo di Majakovskij a lodare il poema fu Maksim Gor'kij. B. Yurkovsky, che conosceva bene Gorkij e la sua famiglia, ha lasciato una tale annotazione nel suo diario: "Aleksej Maksimovič è completamente impazzito per Majakovskij ultimamente; lo considera il più grande poeta [della Russia] di oggi, certamente il più dotato. Il suo poema "Il flauto di vertebre" lo fa impazzire. Non si stanca mai di lodare la grandiosità e l'unicità di Majakovskij, parla di come non esista più il Futurismo in quanto tale, ma solo Majakovskij, il più grande poeta russo". "Questo è davvero... l'essenza stessa della poesia universale, una lirica della spina dorsale del mondo", avrebbe detto Gorkij, commentando il titolo della poesia.